# Tatuí
Tatuí es una ciudad ubicada en el estado de São Paulo, Brasil. Forma parte de la Región Metropolitana de Sorocaba. La población es de 122.967 (est. 2020) en un área de 523,75 km2. Conocida como "Ciudad de la Música", la ciudad cuenta con la escuela de música más grande de América Latina. Su nombre proviene de la idioma tupí y significa "Río Armadillos". Clima: seco. Temperatura media: 21 °C.

## Topónimo
La palabra "Tatuí" es de origen tupí y significa "río de armadillos" (dasypodidae; chlamyphoridae), mediante la unión de los términos tatu ("armadillo") e 'y ("agua, río") en relación genitiva. Para llegar a su forma actual, nació la palabra "Tatuhuvú", pasó a "Tatuhú", "Tatuhibi", "Tatuhy" y, finalmente, "Tatuí".

## Historia
Establecido: 11 de agosto de 1826. La villa fue fundada en 1680 por los Pioneros (Bandeirantes) en sus posesiones del interior. Es posible que el sitio tuviera una importante concentración de indios. En 1823 la ciudad experimentó un asombroso auge de progreso, con 800 edificios en el casco urbano y varias empresas manufactureras.